# San Sebastián Zinacatepec
San Sebastián Zinacatepec es una localidad del estado mexicano de Puebla. Es cabecera del municipio de Zinacatepec.

## Demografía
| Censo | Población |
| ----- | --------- |
| 1900  | 3 191     |
| 1910  | 3 584     |
| 1921  | 3 747     |
| 1930  | 3 909     |
| 1940  | 4 131     |
| 1950  | 4 545     |
| 1960  | 4 400     |
| 1970  | 7 310     |
| 1980  | 10 152    |
| 1990  | 11 156    |
| 1995  | 11 971    |
| 2000  | 13 628    |
| 2005  | 14 561    |
| 2010  | 15 592    |
| 2020  | 17 918    |